# Persécutions mariales

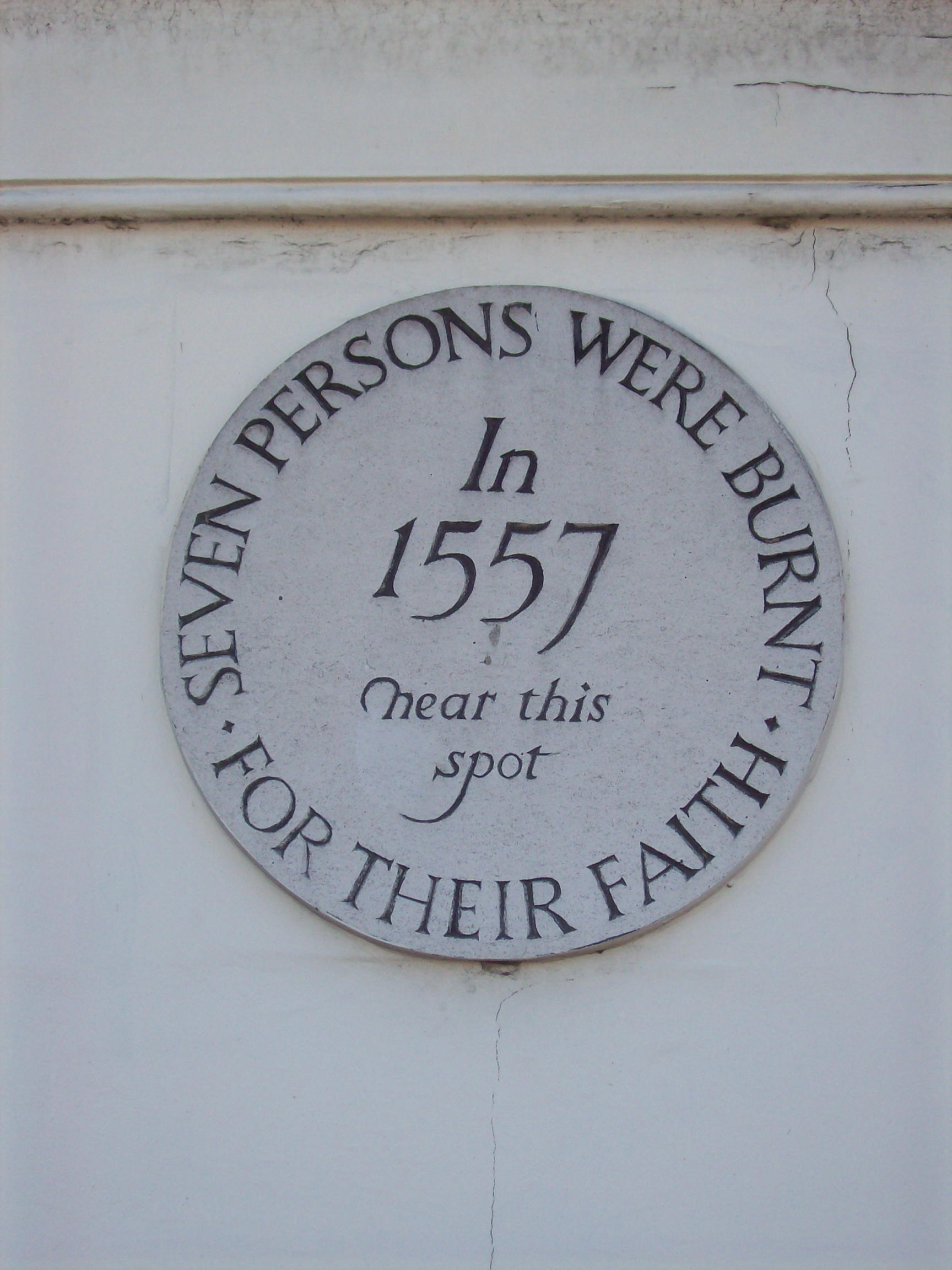
Plaque à Maidstone, Kent, commémorant ceux qui furent brûlés dans ces environs.

Les Persécutions mariales sont des persécutions religieuses menées à l'encontre des réformateurs protestants et d'autres dissidents religieux en Angleterre durant le règne de Marie Tudor (1554-1558). Les exécutions de cette période sont enregistrées dans le Livre des Martyrs de Foxe. Les protestants anglais ont conçu une haine durable pour cette reine qu'ils ont surnommée Bloody Mary (« Marie La Sanglante »), ainsi que pour l’évêque de Londres Edmund Bonner vu son implication dans les persécutions.

## Contexte historique
La Réforme anglaise entraîne la fin du gouvernement ecclésiastique de l’Église catholique romaine en Angleterre, le contrôle royal sur l’Église, la suppression des institutions catholiques telles que les monastères et les chantres, l'interdiction du culte catholique, l'institution de services religieux et d'un clergé protestants. Durant la Réforme en Angleterre, de nombreuses personnes sont impliquées dans une guerre de religion confrontant catholiques et protestants.
L’avènement d'Édouard VI, premier roi protestant d'Angleterre, fait de 1547 une année charnière de l'histoire de la Réforme anglaise, et place le protestantisme en position dominante. Édouard meurt en 1553, laissant le trône à Lady Jane Grey qui s'y maintient environ deux petites semaines avant que la demi-sœur d’Édouard, Marie (catholique), ne la dépose et prenne la couronne. Marie règne de 1553 à 1558. Pendant son règne, elle restaure les relations jusque-là très dégradées avec Rome et rend l'Angleterre au catholicisme. De nombreux protestants s'opposent aux actions de Marie. Beaucoup sont exilés, et près de trois cents dissidents sont exécutés sur le bûcher, ce qui lui valut le surnom de « Marie la Sanglante » (en anglais, Bloody Mary).

## Persécution

### Des ennuis pour les protestants
Après l'accession de la Reine Marie au trône en 1553, et le décret sur le catholicisme qui s'ensuivit, les protestants se retrouvent devant un choix : l'exil, la réconciliation/conversion, ou la punition. Plusieurs de ceux qui restent en Angleterre pour professer et défendre leur foi protestante sont brulés vifs et considérés par leurs partisans comme des martyrs. Pendant le règne de Marie, 284 protestants sont exécutés ; les victimes sont en majorité des hommes (seulement 56 femmes parmi les condamnés). Trente meurent en prison, mais la majorité des 284 personnes sont brûlés vives. Alors que les “Persécutions mariales” proprement dites commencent avec l'exécution de quatre hommes d’Église, issus du protestantisme édouardien, le tendancieux Livre des Martyrs de John Foxe, qui enregistre les événements, offre un récit des exécutions qui dépasse les objectifs prévus (épuration du haut-clergé). Des commerçants sont aussi brûlés, tout comme les hommes mariés et les femmes, parfois ensemble ; on compte au moins un couple qui a été brûlé vif avec sa fille.

### Procès judiciaires
Les jugements des « hérétiques » protestants sont des affaires judiciaires, rattachées à un protocole légal strict. Au cours de la session qui a rétabli le royaume dans l'"obéissance au pape", le Parlement révise les lois sur l'hérésie. À partir du 20 janvier 1555, l'Angleterre mariale peut donc légalement juger et punir les personnes jugées coupables d'hérésie contre la foi catholique.
S'il est déclaré coupable, l'accusé est d'abord excommunié, puis livré aux mains des autorités séculières pour son exécution. 

## Les Martyrs mariaux

### Les quatre premiers martyrs
- John Rogers, preacher, traducteur biblique, lecteur à la cathédrale Saint-Paul de Londres – brûlé à Smithfield, le 4 février 1555[8].
- Lawrence Saunders, prédicateur, recteur de l'église londonienne de All Hallows – brûlé à Coventry, le 8 février 1555[9].
- John Hooper, évêque de Gloucester et de Worcester sous Édouard VI – brûlé à Gloucester, le 9 février 1555[9].
- Rowland Taylor, recteur de Hadleigh dans le Suffolk – brûlé à Aldham Common, le 9 février 1555[9].

### Martyrs connus de la Persécution (1555-1558)
Cette liste n'est pas exhaustive
1555
- William Hunter, le 27 mars, Brentwood
- Robert Ferrar, brûlé le 30 mars, Carmarthen
- Rawlins White, brûlé, Cardiff
- George Marsh, brûlé le 24 avril, Chester
- Jokn Schofield, brûlé le 24 avril, Chester
- William Flower, brûlé le 24 avril, Westminster
- John Cardmaker, brûlé le 30 mai, Smithfield
- John Warne, brûlé le 30 mai, Smithfield
- John Simpson, brûlé le 30 mai, Rochford
- John Ardeley, brûlé le 30 mai, Rayleigh
- Dirick Carver de Brighton, brûlé le 6 juin, Lewes
- Thomas Harland de Woodmancote, brûlé le 6 juin, Lewes
- John Oswald de Woodmancote, brûlé le 6 juin, Lewes
- Thomas Avington d'Ardingly, brûlé le 6 juin, Lewes
- Thomas Reed d'Ardingly, brûlé le 6 juin, Lewes
- Thomas Haukes, brûlé le 6 juin, Lewes
- Thomas Watts
- Nicholas Chamberlain, brûlé le 14 juin, Colchester
- Thomas Ormond, brûlé le 15 juin 1555, Manningtree, Buried in St. Micheals & All Angels Marble placed in 1748
- William Bamford, brûlé le 15 juin, Harwich
- Robert Samuel, brûlé le 31 août, Ipswich
- John Newman, brûlé le 31 août, Saffron Walden
- James Abbes Shoemaker, de Stoke by Nayland brûlé à Bury St Edmunds en août 1555
- William Allen, travailleur de Somerton brûlé à Walsingham en septembre 1555
- Robert Glover, brûlé le 20 septembre à Coventry
- Cornelius Bongey (ou Bungey), brûlé le 20 septembre à Coventry
- Nicholas Ridley, brûlé le 16 octobre à l'extérieur du Balliol College, Oxford
- Hugh Latimer, brûlé le 16 octobre à l'extérieur du Balliol College, Oxford
- John Philpot, brûlé

1556
- Agnes Potten, brûlée le 19 février, Ipswich, Cornhill
- Joan Trunchfield, brûlée le 19 février, Ipswich, Cornhill
- Thomas Cranmer, brûlé le 21 mars, à l'extérieur du Balliol College, Oxford
- Thomas Hood de Lewes, brûlé aux alentours du 20 juin, Lewes
- Thomas Miles de Hellingly, brûlé aux alentours du 20 juin, Lewes
- John Tudson de Ipswich, brûlé à Londres
- Thomas Spicer de Beccles, brûlé là le 21 mai
- John Deny de Beccles, brûlé là le 21 mai
- Edmund Poole de Beccles, brûlé là le 21 mai
- Joan Waste, 1er août, brûlée à Derby

1557
- William Morant, brûlé à la fin du mois de mai, St. George's Field, Southwark[10]
- Stephen Gratwick, brûlé à la fin du mois de mai, St. George's Field, Southwark[10]
- (unknown) King, brûlé à la fin du mois de mai, St. George's Field, Southwark[10]
- Richard Sharpe, brûlé le 7 mai, Cotham Bristol
- William et Katherine Allin de Frittenden et cinq autres personnes, brûlés le 18 juin à Maidstone
- Richard Woodman de Warbleton, brûlé le 22 juin, Lewes
- George Stevens de Warbleton, brûlé le 22 juin, Lewes
- Alexander Hosman de Mayfield (en), brûlé le 22 juin, Lewes
- William Mainard de Mayfield (en), brûlé le 22 juin, Lewes
- Thomasina Wood de Mayfield (en), brûlée le 22 juin, Lewes
- Margery Morris de Heathfield, brûlée le 22 juin, Lewes
- James Morris, son fils, of Heathfield, brûlé le 22 juin, Lewes
- Denis Burges de Buxted, brûlé le 22 juin, Lewes
- Ann Ashton de Rotherfield, brûlée 22 juin, Lewes
- Mary Groves of Lewes, brûlée le 22 juin, Lewes
- John Noyes de Laxfield, Suffolk, brûlé le 22 septembre
- Joyce Lewis de Mancette, brûlé à Lichfield le 18 décembre[11].

1558
- Roger Holland, brûlé à Smithfield avec sept autres personnes
- William Pikes ou bien Pickesse d'Ipswich, brûlé le 14 juillet, Brentford avec cinq autres personnes
- Alexander Gooch de Melton, Suffolk, brûlé le 4 novembre, Ipswich Cornhill
- Alice Driver de Grundisburgh brûlée le 4 novembre, Ipswich Cornhill
- P Humphrey, brûlé en novembre, Bury St Edmunds
- J. David, brûlé en novembre, Bury St Edmunds
- H. David, brûlé en novembre, Bury St Edmunds

## Ironie de l'exécution de John Rogers
Avant l'accession de Marie Tudor sur le trône, John Foxe, un des rares clercs de son temps opposé à l'exécution par le feu des hérétiques les plus obstinés, a contacté John Rogers pour qu'il intervienne en faveur de Joan Butcher, une anabaptiste condamnée à être brûlée vive en 1550. Rogers, prédicateur protestant et chapelain du roi, refuse d'intervenir, justifiant le supplice des hérétiques, méthode d'exécution « suffisamment douce » en regard d'un crime aussi grave que l'hérésie.Plus tard, après l’avènement de Marie et la conversion de l'Angleterre au catholicisme, John Rogers, qui s'exprime avec véhémence contre le nouvel ordre, est brûlé à son tour comme hérétique.

## Sources
Les textes officiels concernant ces jugements sont limités aux accusations formelles et aux sentences. 
La liste complète des victimes fait apparaître 284 victimes exécutées à quoi s'ajoute une trentaine de personnes décédées en prison. Trois de ces victimes sont commémorées par un monument gothique érigée à Oxford, en Angleterre. Ils sont connus localement comme les Marian Martyrs.
Au-delà de ces relevés factuels, les documents auxquels les historiens se réfèrent pour le contexte et les détails sont des textes écrits par les proches des accusés qui détaillent arrestations et interrogatoires afin de rallier le soutien des sympathisants des protestants contre les lois religieuses mariales. S'ils fournissent ainsi un récit de première main sur le déroulement des faits, ils sont aussi imprégnés de subjectivité.
L'historien britannique Geoffrey Elton a avancé que « beaucoup [de ces victimes] étaient des fanatiques et que certaines d'entre elles pouvaient avoir adhéré à des opinions radicales (telles l'anabaptisme) qui leur auraient également valu d'être poursuivies par un gouvernement protestant ». Il y eut 9 exécutions de cette nature sous le gouvernement d’Élisabeth Ire et 2 sous le règle de Jacques Ier.